# 제인 에어 (1943년 영화)
제인 에어(Jane Eyre)는 미국에서 제작된 로버트 스티븐슨 감독의 1944년 드라마 영화이다. 샬럿 브론테의 동명의 소설을 바탕으로 제작되었다. 오손 웰즈 등이 주연으로 출연하였고 윌리암 고에츠 등이 제작에 참여하였다.

## 출연

### 주연
- 오손 웰즈
- 조안 폰테인

### 조연
- 마가렛 오브라이언
- 페기 앤 가너
- 존 슈튼
- 사라 올굿
- 헨리 다니엘
- 아그네스 무어헤드
- 오브리 마더
- 에디스 바렛
- 바바라 에버레스트
- 힐러리 브룩

## 제작진
- 원작자: 샬롯 브론테
- 미술: 제임스 바세비
- 의상: 린 허버트